# 秦野駅 (湘南軌道)
秦野駅（はだのえき）はかつて神奈川県中郡秦野町（現・秦野市）に存在した湘南軌道の駅である。
1927年（昭和2年）に開業した小田急小田原線の大秦野駅（現・秦野駅）とは場所が異なる。

## 歴史
- 1924年（大正13年）3月 - 湘南軌道の延伸に伴い開業。従来の秦野駅は台町駅に改称。
- 1933年（昭和8年） - 旅客営業を廃止。
- 1935年（昭和10年）10月9日 - 営業休止。
- 1937年（昭和12年）8月25日 - 廃止。

## 現在の駅周辺

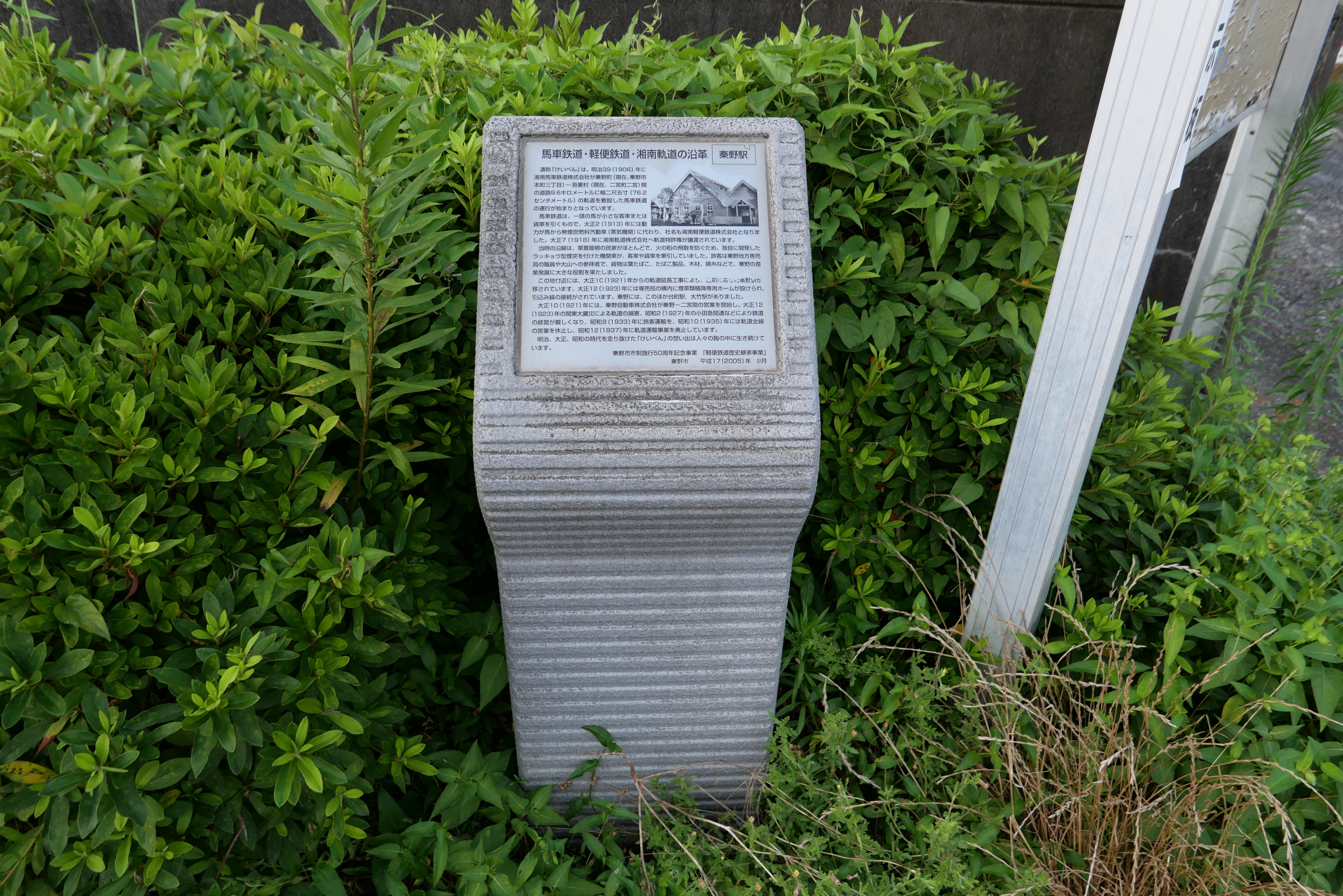
秦野駅跡地付近（現イオン秦野店前）に設置された説明パネル

かつて湘南軌道の秦野駅が存在したことを知らせる説明パネルがあるのみで、遺構のようなものは特にない。現在の駅周辺は下記。
- イオン秦野ショッピングセンター
- NTT東日本秦野電話交換所
- 秦野市立末広小学校
- 「下宿」・「ジョイフルタウン」バス停

## 隣の駅
湘南軌道
秦野駅 - 台町駅